# Rudolf Rasmussen

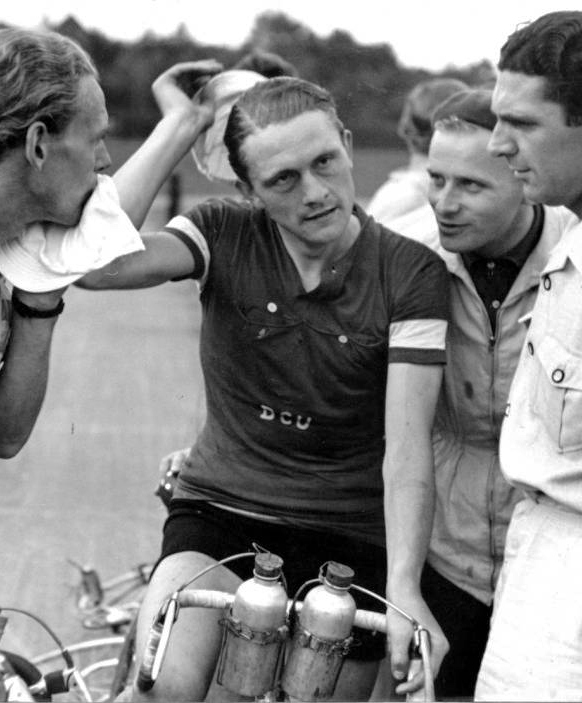
Rudolf Rasmussen (1939)

Rudolf Rasmussen (* 18. Juni 1918 in Kopenhagen; † 25. September 1993 in Limhamn) war ein dänischer Radrennfahrer.

## Sportliche Laufbahn
Rasmussen war Teilnehmer der Olympischen Sommerspiele 1948 in London. Im olympischen Straßenrennen schied er beim Sieg von José Beyaert aus. Die dänische Mannschaft mit Christian Pedersen, Knud Erik Andersen und Børge Saxil Nielsen kam nicht in die Mannschaftswertung.
1940 gewann er die nationale Meisterschaft im Straßenrennen der Amateure vor Herbert Staun, 1938 war er bereits Vize-Meister geworden. 1942 konnte er den nationalen Titel vor Wenzel Jørgensen erneut gewinnen. 1939 siegte er im Meisterschaftsrennen der Nordischen Länder vor Ingvar Ericsson aus Schweden.
Das Stjerneløbet in Roskilde, eines der ältesten Eintagesrennen in Dänemark, gewann er 1940 und 1943. Die Fyen Rundt, ebenfalls ein dänisches Traditionsrennen, entschied er 1941 und 1946 für sich.

## Familiäres
Er war der Bruder von Jørgen Frank Rasmussen, der 1952 an den Olympischen Sommerspielen teilnahm.